# Делта-функция
Делта-функция (също δ-функция, функция на Дирак, или единична импулсна функция) в математиката е обобщена функция, въведена от физика Пол Дирак. Използва се за моделиране на плътността на идеализирана материална точка или точков заряд като функция, равна на нула навсякъде, освен при нулата, и чийто интеграл над цялата права на реалните числа се равнява на единица. Тъй като не съществува функция, която има тези свойства, изчисленията, правени от теоретичните физици, изглеждат като безсмислени за математиците до въвеждането на разпределенията от Лоран Шварц за формализиране и валидиране на тези пресмятания. Следователно функцията на Дирак е линейна форма, която нанася всяка функция към стойността ѝ при нула. Функцията Кронекер делта, която обикновено е определена в дискретна област и взема стойности 0 и 1, е дискретният аналог на делта-функцията.
В инженерството и обработката на сигнали делта-функцията може да се използва чрез своята трансформация на Лаплас, която идва от граничните стойности на комплексна аналитична функция на комплексна променлива. Формалните правила, на които се подчинява тази функция, са част от операционното изчисление във физиката и инженерството. В много случаи функцията на Дирак се разглежда като вид граница на редица от функции, които имат голямо нарастване в началото си.

## Определение
Делта-функцията може да бъде разглеждана като функция върху правата на реалните числа, която е равна на нула навсякъде, освен в началото си, където е безкрайна,
{\displaystyle \delta (x)={\begin{cases}+\infty ,&x=0\\0,&x\neq 0\end{cases}}}
и е ограничена така, че да удовлетворява тъждеството
{\displaystyle \int _{-\infty }^{\infty }\delta (x)\,dx=1.}.
Следва да се отбележи, че това е само евристична характеризация. Дираковата функция не е функция в традиционния смисъл, тъй като никоя функция, определена в областта на реалните числа няма тези свойства. В по-строг смисъл, делта-функцията може да бъде счетена за разпределение или за мяра.

### Обобщения
Делта-функцията може да бъде определена като Евклидово пространство с n измерения Rn като
{\displaystyle \int _{\mathbf {R} ^{n}}f(\mathbf {x} )\delta \{d\mathbf {x} \}=f(\mathbf {0} )}
за всяка компактна непрекъсната функция f. Като мярка, за n-измерната делта-функция, използвайки x = (x1, x2, ..., xn), имаме:

| {\displaystyle \delta (\mathbf {x} )=\delta (x_{1})\delta (x_{2})\cdots \delta (x_{n}).} | \| \| \| \| \| \| \| \| | (2) |
|                                                                                          |                         |     |
|                                                                                          |                         |     |
Делта-функцията може да бъде определена и в областта на разпределенията в едноизмерно пространство. Обаче въпреки широкото си приложение в инженерен контекст, с това уравнение трябва да се борави внимателно, тъй като произведението от разпределение може да бъде определено при много тясно зададени случаи.
Така наречената мярка на Дирак има смисъл във всякакво числово множество. Ако X е множество, x0 ∈ X е определена точка, а Σ е всякаква сигма-алгебра подмножества от X, тогава мярката е определена в множествата A ∈ Σ чрез
{\displaystyle \delta _{x_{0}}(A)={\begin{cases}1&{\text{if }}x_{0}\in A\\0&{\text{if }}x_{0}\notin A\end{cases}}},
което е делта-мярката или единицата маса, концентрирана в x0.
Друго често срещано обобщение на делта-функцията е до гладко многообразие, при които повечето от свойствата ѝ на разпределение също могат да бъдат използвани, благодарение на диференциалната структура. Делта-функцията в многообразие M, центрирана в точка x0 ∈ M, се определя чрез следното разпределение:

| {\displaystyle \delta _{x_{0}}[\varphi ]=\varphi (x_{0})} | \| \| \| \| \| \| \| \| | (3) |
|                                                           |                         |     |
|                                                           |                         |     |
за всички гладки реалночислени функции φ в M. Често срещан частен случай на тази конструкция е, когато M е отворено множество в Евклидовото пространство Rn.

## Свойства

### Мащабиране и симетрия
Делта-функцията удовлетворява следното мащабируемо свойства за ненулев скалар α:
{\displaystyle \int _{-\infty }^{\infty }\delta (\alpha x)\,dx=\int _{-\infty }^{\infty }\delta (u)\,{\frac {du}{|\alpha |}}={\frac {1}{|\alpha |}}}
и така

| {\displaystyle \delta (\alpha x)={\frac {\delta (x)}{\|\alpha \|}}.} | \| \| \| \| \| \| \| \| | (4) |
|                                                                      |                         |     |
|                                                                      |                         |     |
В частност делта-функцията е четно разпределение в смисъл такъв, че
{\displaystyle \delta (-x)=\delta (x)}
която е хомогенна.

### Алгебрични свойства
Произведението на разпределението δ при x е равно на нула:
{\displaystyle x\delta (x)=0.}
От друга страна, ако xf(x) = xg(x), където f и g са разпределения, тогава
{\displaystyle f(x)=g(x)+c\delta (x)}
за дадена константа c.

### Транслация
Интегралът на делта-функция, забавена във времето, е:
{\displaystyle \int _{-\infty }^{\infty }f(t)\delta (t-T)\,dt=f(T).}
Следва, че въздействието на конволюиране функция f(t) със забавената във времето функция на Дирак, е да забави във временно f(t) със същата стойност:
| {\displaystyle (f(t)*\delta (t-T))} | {\displaystyle \ {\stackrel {\mathrm {def} }{=}}\ \int _{-\infty }^{\infty }f(\tau )\delta (t-T-\tau )\,d\tau }                             |
|                                     | {\displaystyle =\int \limits _{-\infty }^{\infty }f(\tau )\delta (\tau -(t-T))\,d\tau } (using (4): {\displaystyle \delta (-x)=\delta (x)}) |
|                                     | {\displaystyle =f(t-T).} |
Това важи при условие, че f е темперирано разпределение. Като частен случай например имаме тъждеството (в смисъл на разпределение):
{\displaystyle \int _{-\infty }^{\infty }\delta (\xi -x)\delta (x-\eta )\,dx=\delta (\xi -\eta ).}

### Съставяне с функция
По-общо делта-разпределението може да бъде съставено чрез гладката функция g(x) по такъв начин, че да важи:
{\displaystyle \int _{\mathbf {R} }\delta {\bigl (}g(x){\bigr )}f{\bigl (}g(x){\bigr )}|g'(x)|\,dx=\int _{g(\mathbf {R} )}\delta (u)f(u)\,du}
при условие, че g е непрекъснато диференцируема функция, при която g' никъде не е нула. Тоест съществува един-единствен начин да се придаде значение на разпределението {\displaystyle \delta \circ g} така, че това тъждество да важи за всички тестови функции f. Следователно областта трябва да се разпокъса, за да се изключи точката, в която g′ = 0. Това разпределение удовлетворява δ(g(x)) = 0, ако g не е нула никъде, а в противен случай, ако g има реален корен в x0, тогава
{\displaystyle \delta (g(x))={\frac {\delta (x-x_{0})}{|g'(x_{0})|}}.}
Следователно естествено е да се определи композицията δ(g(x)) за непрекъснати диференцируеми функции g чрез
{\displaystyle \delta (g(x))=\sum _{i}{\frac {\delta (x-x_{i})}{|g'(x_{i})|}}},
където сборът се разпростира над всички корени на g(x), за които се счита, че са прости. Оттук например
{\displaystyle \delta \left(x^{2}-\alpha ^{2}\right)={\frac {1}{2|\alpha |}}{\Big [}\delta \left(x+\alpha \right)+\delta \left(x-\alpha \right){\Big ]}.}
В интегрална форма обобщеното свойство на мащабиране може да бъде записано като
{\displaystyle \int _{-\infty }^{\infty }f(x)\,\delta (g(x))\,dx=\sum _{i}{\frac {f(x_{i})}{|g'(x_{i})|}}.}

### Свойства вnизмерения
Делта-разпределението в n-измерно пространство удовлетворява следното свойство на мащабиране:
{\displaystyle \delta (\alpha \mathbf {x} )=|\alpha |^{-n}\delta (\mathbf {x} )},
така че δ е хомогенно разпределение. При всякакво отражение или ротация ρ, делта-функцията е инвариантна:
{\displaystyle \delta (\rho \mathbf {x} )=\delta (\mathbf {x} ).}
Както и в случая с една променлива, възможно е да се определи композицията на δ с двойна Липшицова функция g: Rn → Rn по такъв начин, че важи тъждеството
{\displaystyle \int _{\mathbf {R} ^{n}}\delta (g(\mathbf {x} ))\,f(g(\mathbf {x} ))\left|\det g'(\mathbf {x} )\right|\,d\mathbf {x} =\int _{g(\mathbf {R} ^{n})}\delta (\mathbf {u} )f(\mathbf {u} )\,d\mathbf {u} }
за всички компактни функции f.
Ако S е гладка хиперповърхност на Rn, тогава към S може да се свърже разпределението, което интегрира всяка компактна гладка функция g по S:
{\displaystyle \delta _{S}[g]=\int _{S}g(\mathbf {s} )\,d\sigma (\mathbf {s} )}
където σ е мярката на хиперповърхността, свързана с S. Ако D е област в Rn с гладка граница S, тогава δS е равна на производната по нормалата на индикаторната функция на D:
{\displaystyle -\int _{\mathbf {R} ^{n}}g(\mathbf {x} )\,{\frac {\partial 1_{D}(\mathbf {x} )}{\partial n}}\;d\mathbf {x} =\int _{S}\,g(\mathbf {s} )\;d\sigma (\mathbf {s} ),}
където n е нормалата, насочена навън.

## Трансформация на Фурие
Делта-функцията е темперирано разпределение и следователно има точно определена трансформация на Фурие:
{\displaystyle {\widehat {\delta }}(\xi )=\int _{-\infty }^{\infty }e^{-2\pi ix\xi }\delta (x)\,dx=1.}
В по-строг смисъл трансформацията на Фурие на разпределение с определя чрез налагане на самостоятелна долепеност на трансформацията на Фурие при сдвояване {\displaystyle \langle \cdot ,\cdot \rangle } на темперирано разпределение с функции на Шварц. Следователно {\displaystyle {\widehat {\delta }}} се определя като единственото темперирано разпределение, удовлетворяващо
{\displaystyle \langle {\widehat {\delta }},\varphi \rangle =\langle \delta ,{\widehat {\varphi }}\rangle }
за всички функции на Шварц φ. Наистина от това следва, че {\displaystyle {\widehat {\delta }}=1.}
В резултат от това тъждество, конволюцията на делта-функцията с кое да е друго темперирано разпределение S е просто S:
{\displaystyle S*\delta =S.}
Тоест δ е неутрален елемент за конволюцията на темперирани разпределения. Това свойство е особено важно при обработката на сигнали, тъй като конволюцията с темперирано разпределение е линейна система в инвариантно време, при което може да се измерва импулсната преходна функция. Тази функция може да се изчисли до дадена желана степен на точност, като се избира удобно приближение на δ, и веднъж щом бъде узната, тя характеризира изцяло системата.
Обратната трансформация на Фурие върху темперирано разпределение f(ξ) = 1 дава делта-функцията. Формално това се изразява чрез
{\displaystyle \int _{-\infty }^{\infty }1\cdot e^{2\pi ix\xi }\,d\xi =\delta (x)}
Чрез аналитично продължение на трансформацията на Фурие, трансформацията на Лаплас на делта-функцията е:
{\displaystyle \int _{0}^{\infty }\delta (t-a)e^{-st}\,dt=e^{-sa}.}